# Мирошниченко, Александр Викторович
Алекса́ндр Ви́кторович Мирошниче́нко (26 апреля 1964 года, Кустанай, Казахская ССР — 19 мая 2003 года, Костанай, Казахстан) — советский и казахстанский боксёр, трёхкратный чемпион СССР (1986, 1988, 1989), двукратный призёр чемпионата Европы (1983, 1989), призёр чемпионата мира (1989), призёр Олимпийских игр (1988) в супертяжёлой весовой категории. Мастер спорта СССР международного класса (1986).

## Биография
Александр Мирошниченко родился в городе Костанай, учился в строительном техникуме, затем окончил экономический факультет Казахского государственного университета.

### Любительская карьера
В секцию бокса его привела мать, чтобы Александр научился самозащите. Тренировался под руководством Валерия Никулина. Уже в 16 лет по итогам поединков на Всесоюзных соревнованиях школьников ему было присвоено звание «Мастер спорта СССР».
В 1983 году он становился призёром чемпионата Европы, занял третье место на Кубке мира.
В 1986 году завоевал серебряную медаль Игр доброй воли в Москве, в 1988 году победил на Кубке Европы.
Трижды: в 1986-м, 1988-м, 1989-м годах Мирошниченко выигрывал чемпионат Советского Союза, пять раз — чемпионат Казахстана.
В апреле 1988 года  в финале Интеркубка в Карлсруэ (ФРГ) Мирошниченко победил известного канадского боксёра Леннокса Льюиса.
В 1988 году стал бронзовым призёром соревнований по боксу Олимпийских игр в Сеуле — в четвертьфинале прошёл корейца Ким Ю Хёна, тогда как на стадии полуфиналов уступил американцу Риддику Боу, отправив того в нокдаун в первом раунде (Мирошниченко встречался с Боу в Москве в начале 1988 года, тогда он победил американца по решению судей). Авторитетные американские обозреватели Марв Альберт и Ферди Пачеко, комментируя бой против Боу, отметили, что Мирошниченко не хватило нескольких ударов, чтобы отправить Боу в третий нокдаун в первом раунде (за которым автоматически последовала бы победа техническим нокаутом), и выйти в финал, где его бы ждал канадец Леннокс Льюис. 
В 1989 году Мирошниченко дошёл до финала чемпионата мира в Москве, где уступил кубинскому боксёру Роберто Баладо. Он также является победителем шести матчей СССР — США.

### Профессиональная карьера
В 1990 году завершил любительскую карьеру и перешёл в профессионалы. Выступал на профессиональных рингах Японии, Германии, Бельгии. Наилучшая позиция в мировом рейтинге: 7-й. В 1993 году Александр Мирошниченко был одним из оппонентов Олега Маскаева, который нанёс ему единственное поражение в его профессиональной карьере. По утверждению штаба Мирошниченко, Александр вышел на бой против Маскаева со сломанной рукой. Для Олега Маскаева это был первый профессиональный бой, а для Александра Мирошниченко — последний.

### После бокса
По инициативе Мирошниченко в Костанае была открыта областная специализированная детская юношеская школа бокса. В 2000—2002 годах он работал главным тренером Костанайской области по боксу. При его непосредственном участии была создана единственная в Казахстане кафедра единоборств и восточных видов спорта на базе Костанайского государственного университета, которую он возглавлял с 2002 года и вплоть до своей гибели.

### Смерть
Александр Мирошниченко погиб 19 мая 2003 года, когда, возвращаясь из гостей, упал в лестничный проём с 9-го этажа. Первоначально рассматривалась версия о криминальной составляющей, однако следствие не обнаружило состава преступления.

## Память
В 2004 году одна из улиц Костаная была названа именем Александра Мирошниченко.